# والنتین ژوکوفسکی

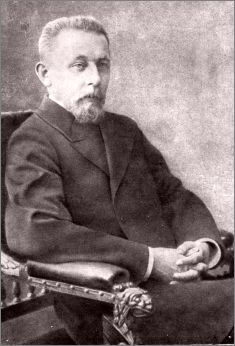
والنتین ژوکوفسکی

وال‍ن‍ت‍ی‍ن آل‍ک‍س‍ی‌ی‍وی‍چ ژوکوفسکی (به روسی: Жуковский, Валентин Алексеевич) (زادهٔ ۶ مه ۱۸۵۸ – درگذشتهٔ ۱۷ ژانویه ۱۹۱۸) خاورشناس روسی است که دربارهٔ ایران و اسلام تحقیقاتی دارد. ژاکوفسکی در ۶۰ سالگی درگذشت. 

## تحقیقات
ژاکوفسکی از جمله دربارهٔ ادبیات فارسی در ایران تحقیقات ارزنده‌ای انجام داده‌است. به‌ویژه، پایان‌نامه کارشناسی‌ارشد او درباره زندگی و اشعار انوری ابیوردی هنوز از منابع اصلی درباره زندگی انوری است.

## اشعار عامیانه ایران
کتاب او با نام اشعار عامیانه ایران (در عصر قاجاری) باهتمام عبدالحسین نوایی در سال ۱۳۸۲ در تهران و توسط انتشارات اساطیر چاپ شده‌ است. او در این کتاب، شعرهای رایج در کوچه‌ها و بازارها را در سال‌های واپسین سلطنت ناصرالدین شاه قاجار (۱۲۶۴تا ۱۳۱۳ه‌.ق) گردآوری کرده است.